# Brătila, Bacău
Brătila este un sat în comuna Helegiu din județul Bacău, Moldova, România. În forma actuală, satul a rezultat în 1968 din comasarea satelor Ciortea, Brătila de Jos, Brătila de Mijloc și Brătila de Sus.

## Istoric
În sat a fost găsită o populație ceangăiască maghiară, sat menționat în 1868 de către Ferenc Kovács⁠(hu)[traduceți] drept Bratilla, cu un număr de 17 catolici. Populația a fost menționată și de Pál Péter Domokos. De asemenea, a mai fost menționată o populație de munteni din Rucăr, care au dat și numele mahalalei din Brătila numită Munteni.
La sfârșitul secolului al XIX-lea satul Brătila era compus din cătunele Brătila de Sus, Brătila de Mijloc (reședința de comună) și Brătila de Jos, toate fiind așezate la pârâul Brătila, afluent de stânga al râului Tazlău. Existau o școală mixtă și 3 biserici ortodoxe. Alte două așezări, Gura Văei și Ciorta, erau pe malul drept. Anterior, Brătila de Sus răzeșească și Brătila de Jos au aparținut serdarului Constantin Botezatu.